# كاسبار كيتل
كاسبار كيتل (بالألمانية: Kaspar Kittel)‏ هو ملحن ألماني، ولد في 1603، وتوفي في 9 أكتوبر 1639 في درسدن في ألمانيا.